# Pomierzyn
Pomierzyn (deutsch Pammin) ist ein Dorf in der Woiwodschaft Westpommern in Polen. Das Dorf gehört zur Gmina Kalisz Pomorski (Stadt- und Landgemeinde Kallies) im Powiat Drawski (Dramburger Kreis). 

## Geographische Lage
Das Dorf liegt in Hinterpommern, etwa 90 km östlich von Stettin. 
Nachbarorte sind im Süden die Stadt Kalisz Pomorski (Kallies), im Westen Suchowo (Zuchow), im Norden an der Woiwodschaftsstraße Poźrzadło Wielkie (Groß Spiegel) und im Osten Giżyno (Giesen). 
Etwa einen Kilometer westlich des Dorfes liegt der Wohnplatz Ślizno (Julienhof), etwa ein km nordöstlich am Großen Tarnitz-See der Wohnplatz Tarnice (Tarnitz).

## Geschichte

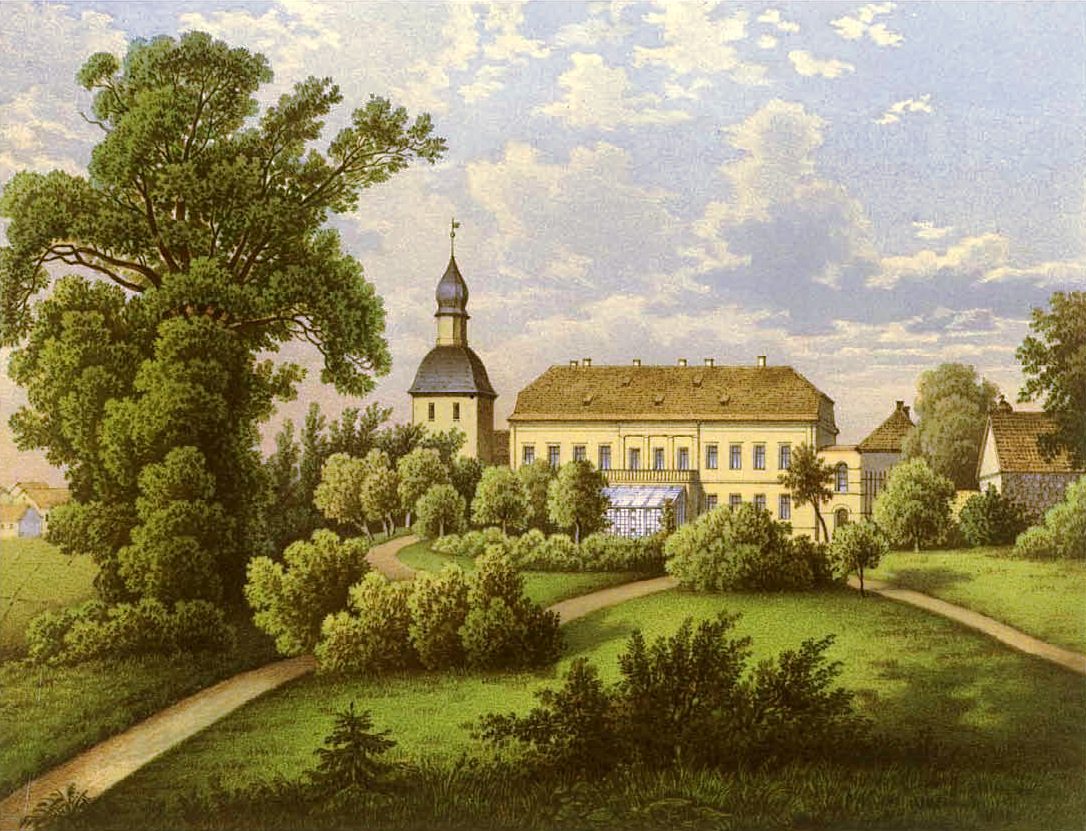
Rittergut Pammin um 1860, Sammlung Alexander Duncker

Das Dorf wurde erstmals in einem Landbuch von 1337 genannt, damals unter dem Ortsnamen „Banin“ als Besitz der Familie Bruthow. 
Zur Landgemeinde gehörten fünf Wohnplätze:
- Gut Julienhof
- Gut Pammin
- Kolonie Pammin
- Pammin
- Tanitz

Im Jahr 1945 war Pammin eine Landgemeinde im Landkreis Dramburg im Regierungsbezirk Köslin der preußischen Provinz Pommern des Deutschen Reichs.  Pammin war Sitz des Amtsbezirks Pammin.
Im Februar 1945 wurde Pammin von der Roten Armee besetzt. Nach Beendigung der Kampfhandlungen wurde die Region seitens der sowjetischen Besatzungsmacht zusammen mit ganz Hinterpommern und der südlichen Hälfte Ostpreußens – militärische Sperrgebiete ausgenommen – der Volksrepublik Polen zur Verwaltung überlassen. Es wanderten nun Polen zu. Pamin   wurde unter der polnischen Ortsbezeichnung „Pomierzyn“ verwaltet. In der Folgezeit wurde die einheimische Bevölkerung von der polnischen Administration aus Pammin vertrieben.
Heute bildet das Dorf ein eigenes Schulzenamt in der Gmina Kalisz Pomorski (Gemeinde Kallies).

### Demographie
| Jahr | Einwohner | Anmerkungen                                                                                |
| ---- | --------- | ------------------------------------------------------------------------------------------ |
| 1818 | 298       | auch Pamin, Kirchdorf                                                                      |
| 1925 | 692       | darunter 674 Evangelische, sieben Katholiken und elf Einwohner ohne Angaben zur Konfession |
| 1933 | 638       | [ 4 ]                                                                                      |
| 1939 | 593       | [ 4 ]                                                                                      |

## Kirche
Die Kirche wurde 1869 anstelle eines Vorgängerbaus errichtet, aus dem einige Figuren in die neue Kirche übernommen wurden.

## Verkehr
Durch das Dorf führt in Nord-Süd-Richtung die Woiwodschaftsstraße 175, deren Verlauf hier der ehemaligen Reichsstraße 164 entspricht. 